# 花火 (奥華子の曲)
花火（はなび）は、奥華子のインディーズ時代1枚目のシングル。
自主制作やライブ会場限定販売では前作が数点あるが、商用流通網に流れた作品は本作品が初である。

## 解説
2004年8月26日にインディーズレーベルバウンディ（規格品番PICH-8750）、より2000枚限定でリリースされた。
2005年にメジャーデビューするが、本作品を収録したシングル及びアルバムの発売は以降2009年の再リリースまで全く無く、知名度が上がっていくにつれ、ライブ等で歌われるのみの幻の作品となってしまう。結果として中古売買価格が10万円を超えるなどの異常な現象が発生し、長らく音源を手に入れることができない状態が続いていた。
ファン人気に押される形で、2009年8月7日に奥華子の日（09875=オクハナコ）の記念として、ジャケット及び音源も当時のままで再リリースした。定価1,000円（税込）。（再リリースにより、規格品番がDDCZ-1627に変更となった為、厳密に言うと同一のものではない。）
再リリースもバウンディから発売されている為、一部CDショップ等では仕入できない場合があるので購入時には注意が必要である。

### メジャー作品への収録
2015年7月22日にポニーキャニオンから発売されたメジャー15作目のシングル「楔 -くさび-」に、「花火」がカップリング曲として収録された。インディーズ時代のピアノ弾き語りに加えて、ストリングスアレンジが施されている。

## 収録曲
1. 花火－君に恋した夏の日 - piano弾き語り
2. ta.la.la
3. 花火－君に恋した夏の日 - アレンジバージョン